# Häcker Küchen
Die Häcker Küchen GmbH & Co KG ist einer der größten Küchenhersteller in Deutschland und größter Arbeitgeber in der ostwestfälischen Stadt Rödinghausen in Nordrhein-Westfalen.

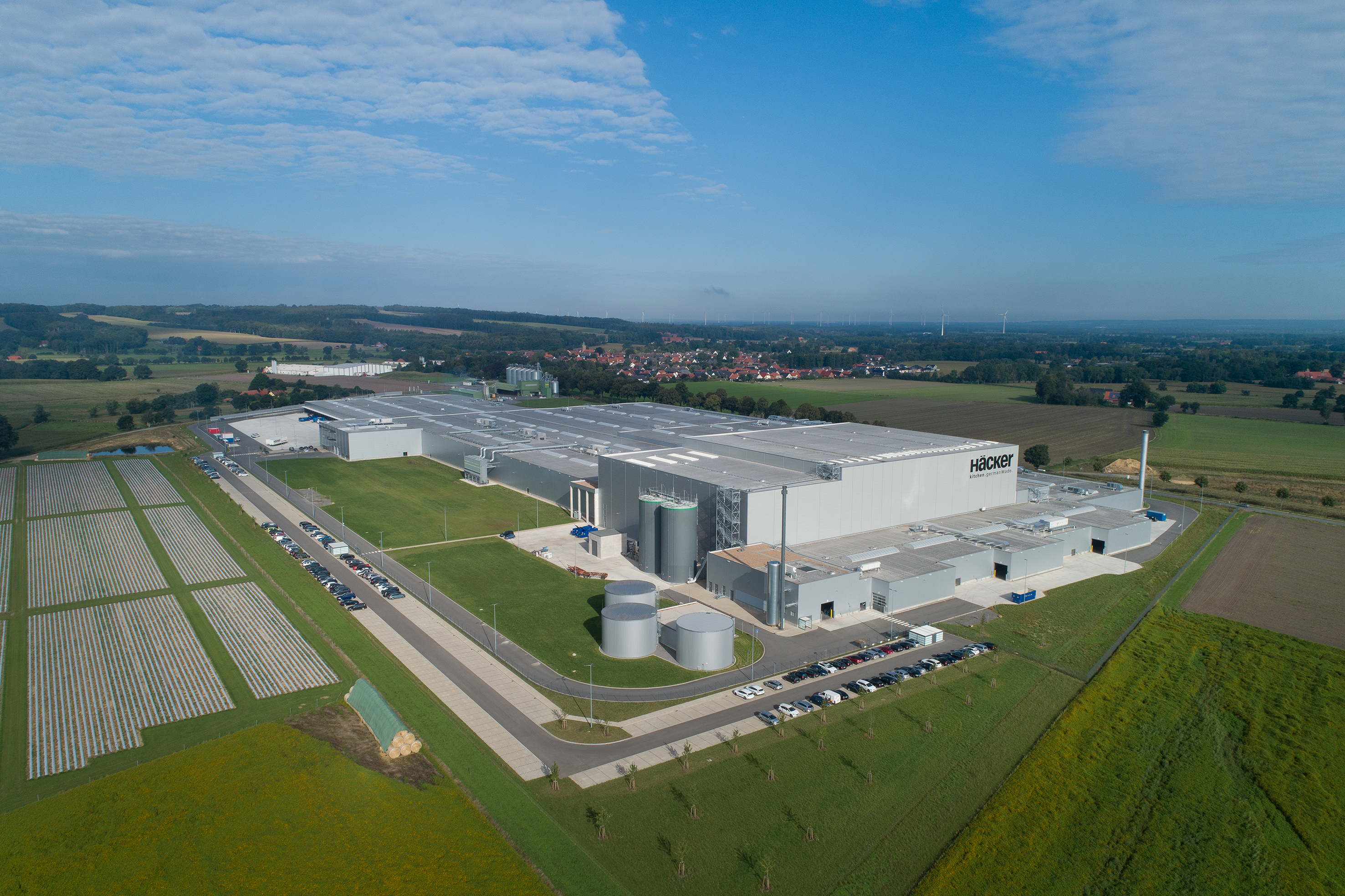
Werk 5 in Venne

## Geschichte

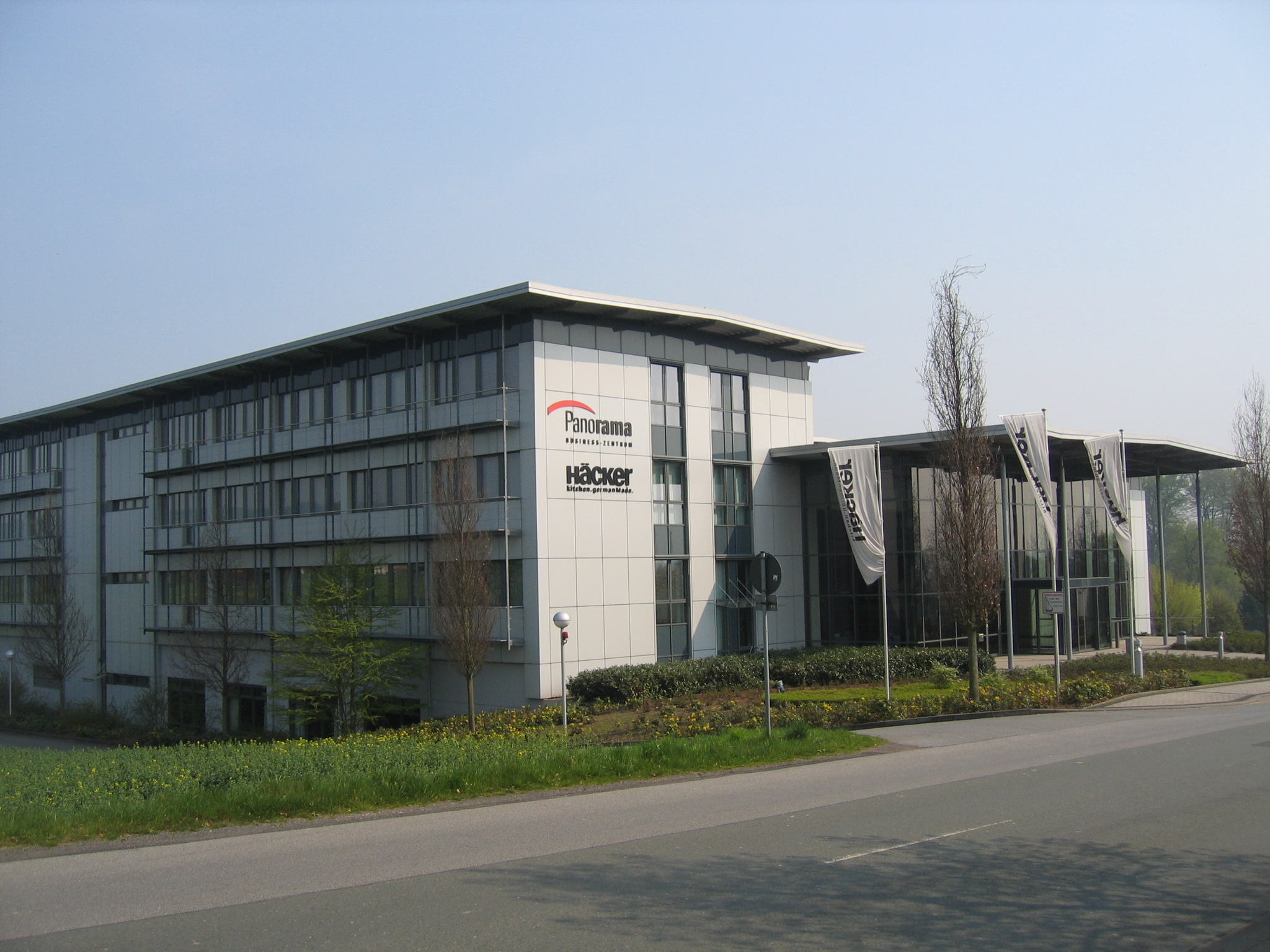
Verwaltungsgebäude „Panorama“

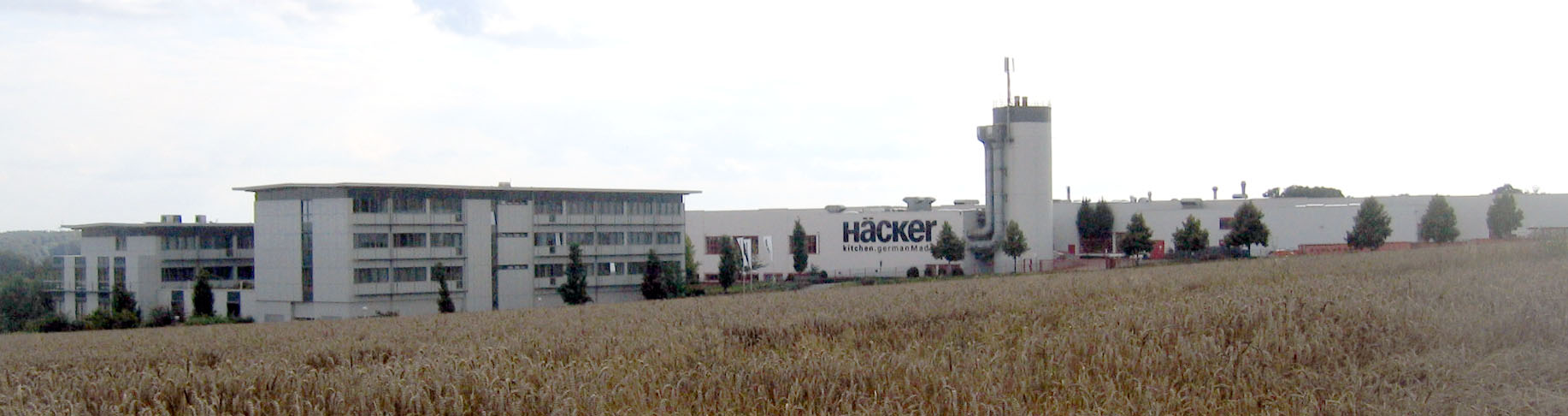
Werk in Rödinghausen-Bieren

1898 gründete Hermann Häcker die Schreinerei, welche 1938 von Friedrich Häcker übernommen wurde. 1965 übernahmen die heutigen Besitzer, die Familie Finkemeier, die Leitung des Unternehmens. Seitdem werden Einbauküchen am Standort Rödinghausen produziert. Ab 1972 wurden die Küchen in industrieller Fertigung produziert. 2001 wurde das Verwaltungsgebäude „Panorama“ eröffnet.
2005 wurde das Werk 3 eröffnet, das, um eine optische Beeinträchtigung des Landschaftsbildes des Luftkurortes zu minimieren, in einem ausgehobenen Geländeeinschnitt errichtet wurde. 2011 wurden weitere 600 m² Bürofläche an das Verwaltungsgebäude angebaut. 2012 wurde das Gelände des insolventen benachbarten Unternehmens Klostermann Küchen gekauft und Teile der Gebäude als Werk 4 Ende Juli 2012 der eigenen Nutzung zugeführt.
Im Juni 2016 wurde Häcker Küchen von Focus Money und Deutschland-Test mit dem Siegel „Kundenliebling 2016“ in Gold ausgezeichnet, wobei Aussagen zu den Kategorien Preis, Service, Qualität und Ansehen bewertet wurden.
Im August 2020 wurde das Häcker Werk 5 in Venne in Betrieb genommen.

## Beschreibung
Der Exportanteil liegt bei 40 Prozent. Derzeit werden über 60 Länder beliefert. Zwei Produktlinien werden produziert: im Einstiegsbereich die Produktlinie concept130, die 2021 eingeführt wurde und die Produktlinien classic und classicART abgelöst hat, sowie im mittleren und gehobenen Preissegment systemat und systematART. Dazu kommt ein Sortiment an eigenen Einbaugeräten der Marke Blaupunkt, an der Häcker Küchen begrenzt auf das Segment Kücheneinbaugeräte die alleinigen Namensrechte hält. Das Unternehmen beteiligt sich mit anderen ostwestfälischen Herstellern am Hausmessenverbund Küchenmeile A30.

## Sportsponsoring
Das Unternehmen ist Hauptsponsor des im Ort ansässigen Sportvereins SV Rödinghausen. Das dortige Stadion trägt den Namen Häcker-Wiehenstadion. Der SV Rödinghausen schaffte fünf Aufstiege in Folge und spielt seit der Saison 2014/15 in der viertklassigen Regionalliga West.

## Soziales Engagement
Häcker beteiligt sich regelmäßig an der Aktion "Paket mit Herz" der Neuen Westfälischen.

Um die Opfer der Flut im Ahrtal 2021 zu unterstützen, spendete 50.000 Euro für die Aktion Lichtblicke.